# Sarah Hughes (jornalista)
Sarah Hughes (28 de novembro de 1972 - 5 de abril de 2021) foi uma jornalista britânica. Ela ficou conhecida pelo pseudônimo 'Lady Sarah'. Hughes escreveu para vários jornais nacionais britânicos, como por exemplo The Telegraph, The Independent, inews, Observer e Guardian. Nestes, publicou frequentemente críticas de séries de televisão, incluindo Line of Duty, Peaky Blinders, Indian Summers e Game of Thrones.
Ao começar a sua carreira, Sarah trabalhou nos Estados Unidos da América e escreveu sobre basquetebol e futebol americano universitário para o New York Daily News. Mais tarde, publicou sobre corridas de cavalos e futebol. Em 2004, enquanto trabalhava para o The Independent, Highes foi coautora de um relatório sobre abusos cometidos por forças de paz das Nações Unidas na República Democrática do Congo (RDC). Isto fez com que fosse pré-selecionada para um prémio da Anistia Internacional e a que as alegações fossem investigadas posteriormente.
Durante a pandemia de COVID-19 no Reino Unido, ela escreveu uma série de artigos para o The Observer. A série focou-se sobre a sua vida durante a pandemia, depois de ter sido diagnosticada com câncer de mama avançado.

## Início da vida e educação
Sarah Hughes, católica, nasceu a 28 de novembro de 1972 em Londres. Era filha de Sean PF Hughes, um cirurgião ortopédico, e de Felicity, uma microbiologista e a mais velha de três filhos (tinha uma irmã e um irmão). Depois de completar a sua educação inicial em Edimburgo, ela fez os A-levels em Woldingham, Surrey, e mais tarde frequentou a Universidade de St. Andrews, formando-se em história moderna. Posteriormente,concluiu outros dois mestrados: em jornalismo pela Universidade de Nova York e em biografia pela Universidade de East Anglia (UEA). Pela sua dissertação sobre o nacionalista irlandês Roger Casement, ganhou o prêmio Lorna Sage da UEA.

## Início de carreira
Hughes começou a sua carreira como jornalista nos Estados Unidos da América, focando-se em basquetebol e futebol americano universitário para o New York Daily News. Ela publicou depois sobre corridas de cavalos e futebol. Antes de escrever para jornais nacionais britânicos, como por exemplo The Telegraph, The Independent, The Independent on Sunday, Metro, inews, The Observer e The Guardian, Sarah trabalhou para o Manchester Evening News. Ela ganhou o prémio de escritora do ano duas vezes consecutivas.